# Vuitena legislatura de la Catalunya autonòmica
La vuitena legislatura de la Catalunya autonòmica va començar el 17 de novembre de 2006 data en què es constituí el parlament, repetint la fórmula del Tripartit de la legislatura anterior, després de les eleccions al Parlament de Catalunya del 2006. Aquest cop el govern va ser encapçalat pel secretari general del PSC, José Montilla.

## Eleccions

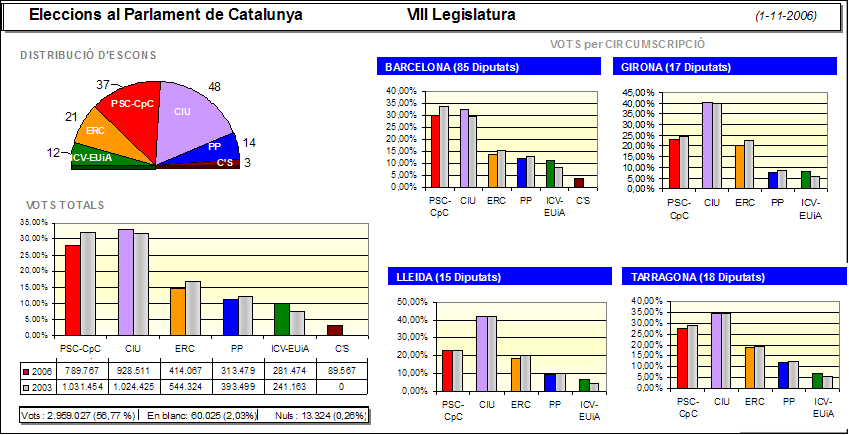
Resultat de les eleccions

Al parlament hi varen entrar sis partits, apareixent per primera vegada C's. Qui va treure més diputats va ser CiU, però el govern anterior va obtenir prou resultats per sumar i reeditar un govern conjunt.

## Govern
El govern estava format per 14 consellers (7 del PSC, 5 d'ERC i 2 d'ICV-EUiA).

## Diputats
Fins a un total de 167 diputats van formar part de la Vuitena legislatura.

## Polítiques
En aquesta legislatura es va aprovar l'abolició de les corrides de toros a Catalunya.

## Esdeveniments
Durant aquesta legislatura es varen dur a terme múltiples consultes sobre la independència de Catalunya.
El Tribunal Constitucional d'Espanya, motivat per un recurs d'inconstitucionalitat presentat per diversos senadors del PP, va declarar inconstitucionals alguns articles de l'Estatut d'Autonomia de Catalunya de 2006 que va quedar "retallat". Com a resposta l'11 de juliol del 2010, hi va haver una multitudinària manifestació convocada per Òmnium Cultural, amb el suport del Govern, CiU i més de 1.600 entitats.

## Demografia

Densitat de població absoluta de les comarques catalanes el 2006

En aquesta legislatura va seguir la tendència de les anteriors a un augment de la quantitat d'immigrants. Tanmateix, a causa de la crisi, el creixement es va reduir comparat amb les legislatures anteriors.
El 2006 hi havia 913.757 empadronats d'origen de fora l'estat espanyol (el 12,81% de la població. El 2007 havia augmentat a 972.507 (un 13,49%).
Entre aquesta emigració i l'entrada a la trentena de la població del baby boom dels 70, la població va seguir creixent: 7.135.000 habitants el 2006, 7.211.000 habitants el 2007 i 7.364.000 el 2008.
Els matrimonis van seguir disminuint i per primer cop se'n varen constituir menys que de parelles de fet. La població també va seguir envellint-se.

## Medi ambient
En aquesta legislatura va patir una forta sequera en què es va estar debatent si caldria fer un transvasament fins a Barcelona des de l'Ebre, però la sequera es va acabar abans que es fessin les obres.
En aquesta legislatura es van incrementar les mesures contra la racionalització de l'aigua.

## Economia
Aquest govern es va haver d'enfrontar a la crisi econòmica del 2008, que va fer pujar l'atur de Catalunya després de diversos anys de baixades continuades. A conseqüència de l'augment constant del preu del petroli, durant el 2008 hi va haver una vaga de transports que va tenir un elevat grau de seguiment entre els camioners.
Per això mateix, el debat sobre l'aplicació de les polítiques econòmiques establertes en l'Estatut de Miravet va estar viu durant molt de temps, ajornant-se contínuament i il·legal la data d'aplicació del nou model econòmic.
El 2006 hi va haver un creixement del PIB del 3,9% (igual per a Espanya) i el 2007 del 3,6% (Espanya: 3,7%).

## Educació
La legislatura va estar marcada per l'aprovació de la Llei d'Educació de Catalunya (LEC), la digitalització de les aules i les diverses manifestacions de protesta de sindicats i professors (amb quatre jornades de vaga).

## Política exterior
En aquesta legislatura el govern va obrir diverses ambaixades per representar Catalunya arreu del món, com a Nova York. Va promocionar la Fira del llibre de Frankfurt amb Catalunya com a país convidat i va ampliar els socis de l'Institut Ramon Llull per aconseguir més representativitat del català a l'exterior. També va aconseguir que Barcelona fos la seu del Fòrum per a la Mediterrània. El conjunt de Barcelona i els Pirineus Catalans varen presentar la seva candidatura als Jocs Olímpics d'Hivern.